# Next (Band)
Next ist eine US-amerikanische R&B-Band, bestehend aus den Gründungsmitgliedern R. L. Huggar und Terry Brown.

## Geschichte
Next wurde 1996 von R. L. Huggar und den Brüdern Terry und Raphael Brown gegründet. Sie wurden vom Onkel der Browns zusammengeführt, der ein Gospelchorleiter war. Sie begannen unter dem Namen Straight4ward aufzutreten. Die Band wurde eine Zeit lang von Ann Nesby, Mitglied der Gruppe Sounds of Blackness, trainiert und organisiert.
Next wurden in ihrer Heimatstadt Minneapolis, Minnesota von Produzent und DJ-Künstler KayGee, Mitglied der Gruppe Naughty by Nature, entdeckt. Sie unterzeichneten einen Plattenvertrag mit KayGees Plattenfirma Divine Mill und später mit Arista Records.
Mit ihrer Debütsingle Butta Love schafften sie es auf Anhieb unter die Top 20 der US-Charts. Mit Too Close ließen sie einen Hit folgen, der es nicht nur auf Platz 1 in ihrer Heimat brachte, sondern sich auch international gut in den Hitparaden platzierte. Auch die dritte Auskopplung aus dem Doppel-Platin-Album Rated Next mit dem Titel I Still Love You erreichte die Top 20. Mit dem zweiten Album Welcome II Nextasy konnten sie 2000 zunächst an den Erfolg anknüpfen, die Single Wifey erreichte Platz 7. Danach ließ das Interesse allerdings immer mehr nach und ein weiterer Hitparadenerfolg gelang ihnen nicht mehr.
2001 coverte die britische Boyband Blue ihren Hit Too Close und brachten ihn in Großbritannien auf Platz 1 der Charts.

## Diskografie

### Studioalben
| Jahr | Titel Musiklabel Katalog-Nr.    | Höchstplatzierung, Gesamtwochen, AuszeichnungChartplatzierungen (Jahr, Titel, Musiklabel Katalog-Nr., Platzierungen, Wochen, Auszeichnungen, Anmerkungen) | Höchstplatzierung, Gesamtwochen, AuszeichnungChartplatzierungen (Jahr, Titel, Musiklabel Katalog-Nr., Platzierungen, Wochen, Auszeichnungen, Anmerkungen) | Höchstplatzierung, Gesamtwochen, AuszeichnungChartplatzierungen (Jahr, Titel, Musiklabel Katalog-Nr., Platzierungen, Wochen, Auszeichnungen, Anmerkungen) | Höchstplatzierung, Gesamtwochen, AuszeichnungChartplatzierungen (Jahr, Titel, Musiklabel Katalog-Nr., Platzierungen, Wochen, Auszeichnungen, Anmerkungen) | Anmerkungen                                                                      |
| Jahr | Titel Musiklabel Katalog-Nr.    | DE | UK | US | R&B | Anmerkungen                                                                      |
| ---- | ------------------------------- | --- | --- | --- | --- | -------------------------------------------------------------------------------- |
| 1997 | Rated Next Arista 18973         | — | — | US37 ×2Doppelplatin · (60 Wo.)US | R&B13 (73 Wo.)R&B | Erstveröffentlichung: 30. September 1997 Executive Producer: Clive Davis, KayGee |
| 2000 | Welcome II Nextasy Arista 14643 | DE45 (5 Wo.)DE | UK85 Silber · (5 Wo.)UK | US12 Gold · (21 Wo.)US | R&B4 (28 Wo.)R&B | Erstveröffentlichung: 20. Juni 2000 Executive Producer: Clive Davis, KayGee      |
| 2002 | The Next Episode J 20016        | — | — | US120 (9 Wo.)US | R&B27 (17 Wo.)R&B | Erstveröffentlichung: 17. Dezember 2002 Executive Producer: Clive Davis, KayGee  |

### Kompilation
- 2004: Platinum & Gold Collection (BMG Heritage 59233)

### Singles
| Jahr | Titel Album                     | Höchstplatzierung, Gesamtwochen, AuszeichnungChartplatzierungen (Jahr, Titel, Album, Platzierungen, Wochen, Auszeichnungen, Anmerkungen) | Höchstplatzierung, Gesamtwochen, AuszeichnungChartplatzierungen (Jahr, Titel, Album, Platzierungen, Wochen, Auszeichnungen, Anmerkungen) | Höchstplatzierung, Gesamtwochen, AuszeichnungChartplatzierungen (Jahr, Titel, Album, Platzierungen, Wochen, Auszeichnungen, Anmerkungen) | Höchstplatzierung, Gesamtwochen, AuszeichnungChartplatzierungen (Jahr, Titel, Album, Platzierungen, Wochen, Auszeichnungen, Anmerkungen) | Höchstplatzierung, Gesamtwochen, AuszeichnungChartplatzierungen (Jahr, Titel, Album, Platzierungen, Wochen, Auszeichnungen, Anmerkungen) | Anmerkungen |
| Jahr | Titel Album                     | DE | CH | UK | US | R&B | Anmerkungen |
| ---- | ------------------------------- | --- | --- | --- | --- | --- | --- |
| 1997 | Butta Love Rated Next           | — | — | — | US16 Gold · (23 Wo.)US | R&B4 (32 Wo.)R&B | Erstveröffentlichung: 19. August 1997 Autoren: Arkeida Clowers, Darren Lighty, Lance Alexander, Robert L. Huggar, Tony Tolbert                                                                                       |
| 1998 | Too Close Rated Next            | DE43 (14 Wo.)DE | CH46 (3 Wo.)CH | UK24 Silber · (3 Wo.)UK | US1 Platin · (53 Wo.)US | R&B1 (60 Wo.)R&B | Erstveröffentlichung: 27. Januar 1998 inkl. Samples aus Kurtis Blows X-mas Rappin’ Autoren: Darren Lighty, Denzil Miller, J. B. Moore, Kier Gist, Kurtis Walker, Larry Smith, Robert Ford Jr., Robert L. Huggar      |
| 1998 | I Still Love You Rated Next     | — | — | — | US14 Gold · (20 Wo.)US | R&B4 (27 Wo.)R&B | Erstveröffentlichung: 21. Juli 1998 inkl. Samples aus The Deeles Two Occasions Autoren: Arkeida Clowers, Darnell Bristol, Darren Lighty, Kenneth Edmonds, Raphael Brown, Robert L. Huggar, Sid Johnson, Tony Tolbert |
| 2000 | Wifey Welcome II Nextasy        | DE80 (5 Wo.)DE | — | UK19 Silber · (6 Wo.)UK | US7 (21 Wo.)US | R&B1 (33 Wo.)R&B | Erstveröffentlichung: 16. Mai 2000 Gesang: Lil’ Mo Autoren: Eddie Berkeley, Kier Gist, Robert L. Huggar |
| 2000 | Beauty Queen Welcome II Nextasy | — | — | — | — | R&B48 (11 Wo.)R&B | Erstveröffentlichung: September 2000 Autoren: Carleton Hitchcock, Kier Gist, Robert L. Huggar, Tommy Barbarella |
| 2001 | Anything Ghetto Love            | — | — | — | US28 (20 Wo.)US | R&B6 (49 Wo.)R&B | Erstveröffentlichung: November 2001 Jaheim feat. Next Autor: Kier Gist |
| 2002 | Imagine That The Next Episode   | — | — | — | — | R&B66 (14 Wo.)R&B | Erstveröffentlichung: November 2002 Autoren: Kevin McCord, Edward Ferrell, Darren Lighty, Keir Gist |

## Auszeichnungen für Musikverkäufe
| Goldene Schallplatte - Australien - 2024: für die Single Too Close - Kanada - 1998: für das Album Rated Next | 2× Platin-Schallplatte - Neuseeland - 2024: für die Single Too Close |

Anmerkung: Auszeichnungen in Ländern aus den Charttabellen bzw. Chartboxen sind in ebendiesen zu finden.
| Land/RegionAuszeichnungen für Musikverkäufe (Land/Region, Auszeichnungen, Verkäufe, Quellen) | Silber     | Gold     | Platin     | Verkäufe  | Quellen          |
| -------------------------------------------------------------------------------------------- | ---------- | -------- | ---------- | --------- | ---------------- |
| Australien (ARIA)                                                                            | —          | Gold1    | —          | 35.000    | aria.com.au      |
| Kanada (MC)                                                                                  | —          | Gold1    | —          | 50.000    | musiccanada.com  |
| Neuseeland (RMNZ)                                                                            | —          | —        | 2× Platin2 | 60.000    | radioscope.co.nz |
| Vereinigte Staaten (RIAA)                                                                    | —          | 3× Gold3 | 3× Platin3 | 4.500.000 | riaa.com         |
| Vereinigtes Königreich (BPI)                                                                 | 3× Silber3 | —        | —          | 460.000   | bpi.co.uk        |
| Insgesamt                                                                                    | 3× Silber3 | 5× Gold5 | 5× Platin5 |           |                  |